# ポール・オゴーマン
ポール・オゴーマン（Paul O'Gorman）は、オーストラリアのシンガーソングライター。 1977年、ヤマハ音楽振興会主催の第8回世界歌謡祭において、『Ride Ride America』（作詞・作曲：Doug Trevor/Paul O'Gorman）を歌唱し、入賞（歌唱賞）した。
滝ともはるが唄った 「ミッドナイト フライヤー」（ザ・ハングマンII 主題歌）の作詞・作曲を、スティーブ・グローブスと共に手掛けた。